# تغيير موضع الأنواع

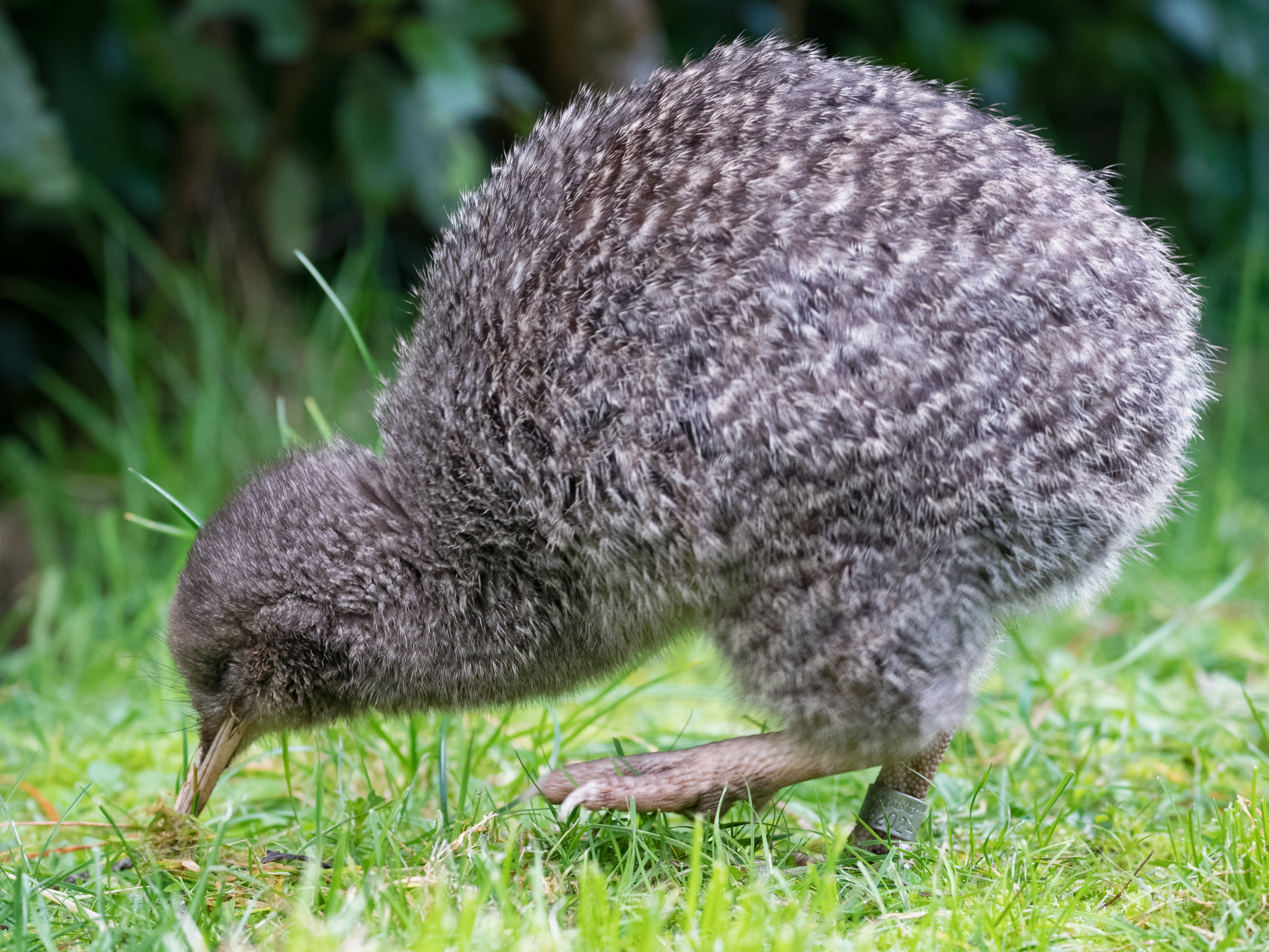
تغيير موضع الأنواع

في مجال حفظ الحياة البرية، تغيير الموضع أو نقل المكان هو التقاط ونقل، أو إطلاق، أو تقديم أنواع، أو مساكن، أو أي عناصر بيئية أخرى (كالتربة) من موقع لأخر. يتباين هذا المفهوم مع إعادة التقديم، وهو مصطلح يستخدم عادةً للإشارة إلى تقديم نوع من الحيوانات المأسورة إلى البرية من جديد.
يمكن أن يكون تغيير الموضع إستراتيجية إدارة فعالة وموضوعًا مهمًّا في أحياء حفظ الطبيعة، ولكن رغم شيوعه، فإن تغيير الموضع أمر مكلف ماديًّا بتاريخ حافل من المحاولات الفاشلة. قد يقلل خطر الانقراض عن طريق زيادة نطاق الأنواع، ما يزيد الأعداد في المجتمعات المهددة، أو يؤسس مجتمعات جديدة. قد يحسن تغيير الموضع أيضًا مستوى التنوع الحيوي في النظام البيئي.
قد يكون تغيير الموضع مكلفًا ماديًّا وهو عرضة لتشكيك عام، وخاصة عندما يكون النوع المعني محبوبًا أو ينظر إليه باعتباره خطرًا (كإعادة تقديم الذئاب). يستخدم تغيير الموضع كأداة لتخفيض خطر حدوث كارثة لنوع ذي مجتمع وحيد، ولتحسين التنوع الوراثي لمجتمعات منفصلة من النوع الواحد، وللمساعدة على الاستعادة الطبيعية لنوع أو إعادة تأسيس نوع حيث توجد عوائق تمنعه من فعل ذلك بشكل طبيعي. يستخدم أيضًا لإبعاد المزايا البيئية عن طريق النمو.
العديد من أنواع النباتات المهددة بالانقراض في جنوب غرب أستراليا وغربها إما دُرس لنقل موضعه أو جرب نقل موضعه بالفعل. من هذه الحالات غريفيليا سكابيجيرا، وهو نبات مهدد من الأرانب والسقام وتراجع المساكن الطبيعية.

## ثلاثة أنواع
أول أنواع تغيير الموضع هو التقديم. التقديم هو النقل المقصود أو غير المقصود لموضع نوع إلى البرية في المناطق التي لا يحدث ذلك فيها بشكل طبيعي. يحدث تقديم الأنواع غير المحلية لعدة أسباب. من الأمثلة الربح الاقتصادي (التنوب السيتكي)، والسيطرة على آفات المحاصيل (غزلان الداما)، وتزيين الطرقات (شجر الورد)، أو الصيانة (الكستناء الحلوة). في الماضي، كانت تكاليف تقديم نوع بنقل موضع نوع غير محلي لأنظمة بيئية تفوق بكثير منافع ذلك. فمثلًا: قدمت أشجار الأوكالبتوس إلى كاليفورنيا خلال فترة حمى الذهب كمصدر حطب سريع النمو. ولكن، مع بدايات القرن العشرين، فإن ذلك لم يحدث بسبب الحصاد المبكر وقطع وفتل الحطب. يسبب تقديم الأوكالبتوس غير المحلي الآن، وتحديدًا في أوكلاند هيلز، التنافس بين النباتات المحلية والتعدي على المساكن الطبيعية للحياة البرية الطبيعية.
النوع الثاني من أنواع تغيير الموضع الثلاث هو إعادة التقديم. إعادة التقديم هي عملية تغيير الموضع المقصود أو غير المقصود لنوع في البرية في مناطق كانت أصليةً له في مرحلةٍ ما، ولكنها لم تعد كذلك في الوقت الحاضر. تستخدم إعادة التقديم كأداة إدارة للحياة البرية لاستعادة المسكن الأصلي حين يتغير أو عندما ينقرض النوع بسبب الجمع الجائر، أو الحصاد الجائر، أو ملاحقة البشر، أو تدهور المسكن الطبيعي. من الأمثلة على نجاح نقل الموضع ذلك الذي جرى لنبات النرجس (نرسيسيوس كافانيليسي) لمنع غرقه في الفيضان بسبب بناء سد.
أخيرًا، النوع الثالث هو إعادة الحشد. إعادة الحشد تعني تغيير موضع كائن حي إلى البرية في منطقة يوجد فيها بالفعل. تعتبر إعادة الحشد إستراتيجية حفظ عند انخفاض الأعداد إلى ما دون المستويات الحرجة ويكون تعافي النوع موضع شك بسبب معدلات التكاثر المنخفضة أو التزاوج الداخلي. يوصي الاتحاد الدولي لحفظ الطبيعة بعملية إعادة الحشد حصرًا بعد إزالة أسباب تراجع الأعداد، وعندما تكون المنطقة قادرة على استيعاب التعداد المطلوب بشكل مستدام، وعند كون الأفراد من نفس النوع البيئي للمجتمع الذي سيطلقون فيه، وليس من فئة فقيرة وراثيًّا أو مستنسخة.